# باولو بانشيرو
باولو بانشيرو (مواليد 12 نوفمبر 2002) هو لاعب كرة سلة إيطالي- أمريكي يلعب في مركز لاعب هجوم قوي الجسم في فريق دوق بلو ديفلز.

## روابط خارجية
- باولو بانشيرو على موقع إن بي أي (الإنجليزية)
- باولو بانشيرو على موقع سبورتس رفرنس (الإنجليزية)
- باولو بانشيرو على موقع كرة السلة الأوروبية.كوم (الإنجليزية)
- باولو بانشيرو على موقع كلية كرة السلة في سبورتس رفرنس.كوم (الإنجليزية)
- باولو بانشيرو على موقع ريلجم (الإنجليزية)
- باولو بانشيرو على موقع بروبوليرز (الإنجليزية)